# Neke davne zvezde
"Neke davne zvezde" ("Algumas estrelas distantes") foi a canção da Jugoslávia no Festival Eurovisão da Canção 1961 que teve lugar em Cannes.
A referida canção foi interpretada em sérvio por Ljiljana Petrović. Foi a primeira canção da Jugoslávia no Festival Eurovisão da Canção. Foi a quinta canção a ser interpretada na noite do festival, a seguir à canção da Finlândia "Valoa ikkunassa", cantada por Laila Kinnunen e antes da canção dos Países Baixos "Wat een dag", interpretada por Greetje Kauffeld. Terminou a competição em oitavo lugar, tendo recebido um total de 9 pontos. No ano seguinte, em 1962,a Jugoslávia foi representada pela canção "Ne pali svetla u sumrak", interpretada por Lola Novaković.

## Autores
- Letrista: Miroslav Antić
- Compositor:  Jože Privšek
- Orquestrador:  Jože Privšek

## Letra
A canção é uma balada, na qual Petrović canta que se lembra de um seu antigo amante e que ainda se sente apaixonada, dizendo nomeadamente "Eu sei que ainda sou tua"